# 堀川具茂
堀川 具茂（ほりかわ ともしげ）は、室町時代の貴族。三木左中将堀川具世の子。官位は正三位、参議。

## 経歴
以下、『公卿補任』、『尊卑分脈』の内容に従って記述する。
- 応仁元年（1467年）3月27日、正四位下に叙され、参議に任じられる。左中将は元の如し。同年10月19日従三位に昇叙。
- 文明2年（1470年）12月24日に参議を辞退。
- 文明16年（1484年）正三位に昇叙。

文明18年（1486年）の条から文亀元年（1501年）の条まで動向不明。文明16年以降昇叙することなく、永正11年（1513年）に死去。